# Elisabeth Trissenaar
Elisabeth Trissenaar (Vienna, 13 aprile 1944 – Berlino, 14 gennaio 2024) è stata un'attrice teatrale austriaca che visse a Berlino.

## Biografia
Fu celebre sia per le sue performance teatrali alla Frankfurt Opera che per le interpretazioni in alcuni film di Rainer Werner Fassbinder, in particolare Bolweiser, Il matrimonio di Maria Braun e il serial tv Berlin Alexanderplatz: fu tra le attrici predilette dal regista tedesco, con Margit Carstensen e Hanna Schygulla.
Fu la protagonista femminile del film tedesco Raccolto amaro, diretto da Agnieszka Holland, che venne nominato all'Oscar al miglior film straniero nel 1986.
Morì a Berlino il 14 gennaio 2024 all'età di 79 anni.

## Filmografia
- Un anno con tredici lune, regia di Rainer Werner Fassbinder (1978)
- Bolweiser, regia di Rainer Werner Fassbinder (1978) - Serie TV
- Raccolto amaro, regia di Agnieszka Holland (1985)
- Il matrimonio di Maria Braun, regia di Rainer Werner Fassbinder (1979)
- Berlin Alexanderplatz, regia di Rainer Werner Fassbinder (1980) - Miniserie TV
- Mario e il mago, regia di Klaus Maria Brandauer (2004)